# Peter Nogly
Peter „Eiche“ Nogly (* 14. Januar 1947 in Lübeck-Travemünde) ist ein ehemaliger deutscher Fußballspieler und -trainer. Er spielte von 1969 bis 1980 als Abwehrspieler beim Hamburger SV in der 1. Bundesliga (320 Spiele, 38 Tore). Mit dem HSV wurde er 1976 DFB-Pokalsieger, 1977 Gewinner des Europapokals der Pokalsieger und 1979 Deutscher Meister.

## Sportliche Laufbahn

### Vereinskarriere
Ab 1953 spielte Nogly, der auf dem Priwall aufwuchs, Handball und Fußball beim TSV Travemünde. 1964 schloss er sich der A-Jugend des Eichholzer SV an und ging hernach zu Phönix Lübeck, spielte dort unter Trainer Reinhold Ertel. 1967 stieg Nogly mit den Lübeckern in die zweithöchste deutsche Spielklasse, die Regionalliga, auf.
1969 wechselte Nogly gemeinsam mit Siegfried Beyer aus Lübeck zum Hamburger SV. Zuvor hatten auch der FC Bayern München sowie Huddersfield Town aus England Nogly verpflichten wollen. Während sich Beyer in der Bundesliga nicht durchsetzen konnte, stieg Nogly zu einem unverzichtbaren Bestandteil der HSV-Abwehr auf.

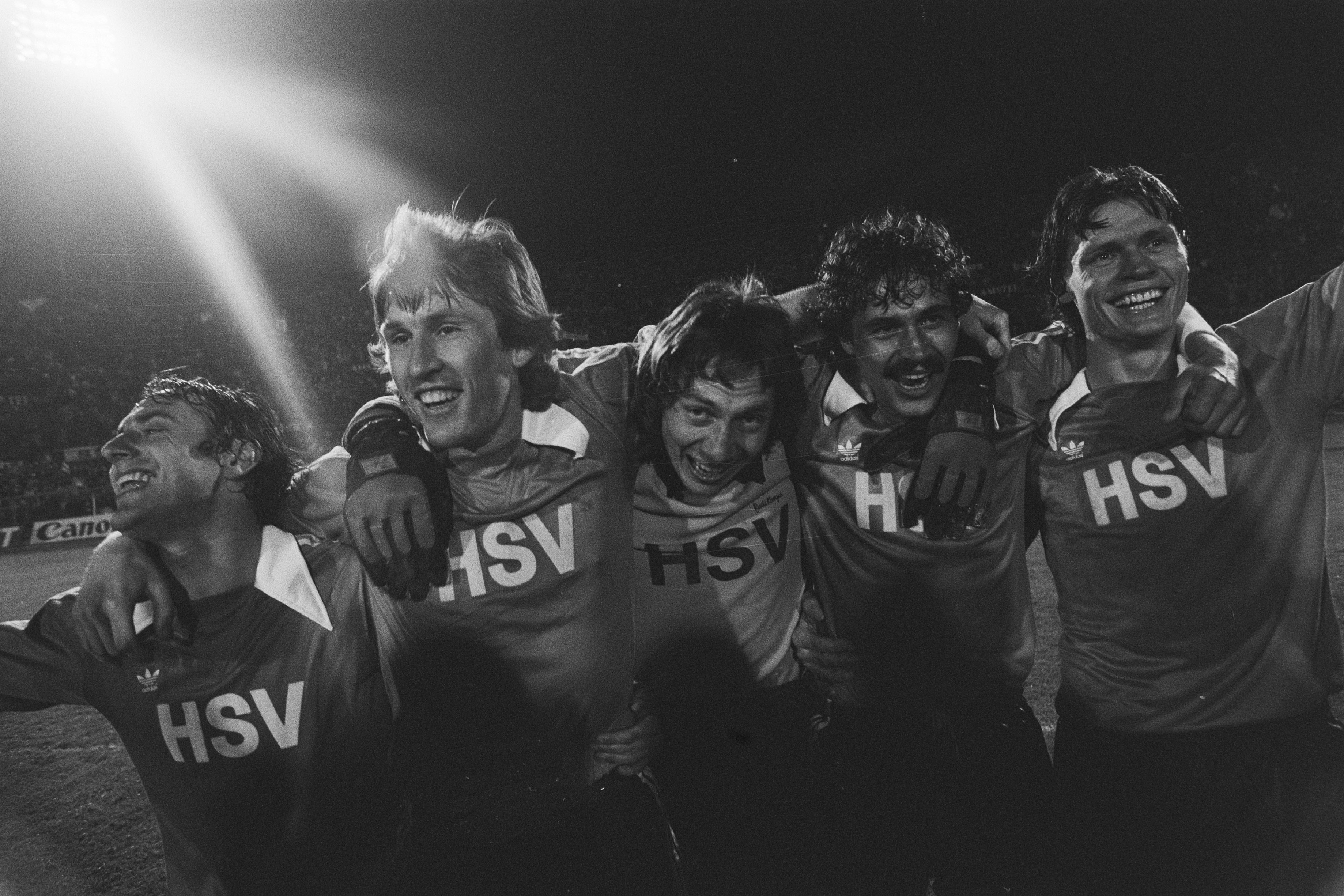
Peter Nogly (rechts) mit Willi Reimann, Manfred Kaltz, Rudolf Kargus und Hans-Jürgen Ripp (v. l. n. r.) nach dem Sieg gegen RSC Anderlecht im Europapokal der Pokalsieger, 11. Mai 1977

1976 wurde der HSV Vizemeister und holte den DFB-Pokal 1975/76 mit einem 2:0 gegen den 1. FC Kaiserslautern, wobei Nogly den Treffer zum 1:0 erzielte. Der HSV war damit in der Saison 1976/77 im Europapokal der Pokalsieger vertreten. In diesem europäischen Wettbewerb bestätigte Nogly seinen Ruf als Eiche in der Abwehr, er war der Mannschaftskapitän. Der Hamburger SV gewann den Pokal gegen den belgischen Titelverteidiger RSC Anderlecht.
Es wurde der Titel in der Bundesliga 1979 gewonnen (Nogly war Kapitän der Meistermannschaft), in das Europacupfinale der Meister 1980 eingezogen und auch die Vizemeisterschaft in der Bundesliga konnte 1980 erreicht werden. Damit beendete Peter Nogly seinen Aufenthalt beim Hamburger SV und spielte im Anschluss in der North American Soccer League sowohl bei einem Team aus Kanada als auch bei einem in den USA. Nach seiner Zeit in Nordamerika spielte er ab September 1983 für Hertha BSC in der 2. Bundesliga, er hatte sich den Berlinern selbst angeboten und einigte sich mit der Mannschaft auf eine Bezahlung auf Leistungsbasis. Im September 1984 wurde er im Alter von 37 Jahren vom damaligen Zweitligisten FC St. Pauli verpflichtet. Ende März 1985 zog sich Nogly eine schwere Knieverletzung zu, er kehrte anschließend aufs Spielfeld zurück und schaffte im Juni 1986 mit St. Pauli den Wiederaufstieg in die 2. Bundesliga. Er spielte anschließend noch beim VfB Lübeck sowie für die HSV-Altliga und im Herbst 1990 beim SC Wentorf (Kreisliga).

### Auswahleinsätze
Im Jahr 1971 wurde in einer Partie gegen Albanien in der U-23 des eingesetzt. Zum Stammspieler in dieser Auswahl wurde er nicht. Trotz starker Bundesligaleistungen war angesichts von Spielern wie Wolfgang Weber, Klaus Fichtel und Georg Schwarzenbeck auch der Sprung in die A-Nationalelf Mitte der 1970er-Jahre kein einfacher.
Nogly spielte dann 1977 viermal in der deutschen Fußballnationalmannschaft. Bereits 1976 gehörte er ohne Einsatz dem Kader an, der in Belgrad nach der Finalniederlage im Elfmeterschießen gegen die Tschechoslowakei Vizeeuropameister wurde. Am 23. Februar 1977 bestritt Nogly bei einer 0:1-Niederlage in Paris gegen Frankreich dann seinen Einstand in der Nationalmannschaft. Es folgten im Anschluss nur noch drei weitere Begegnungen.

### Erfolge

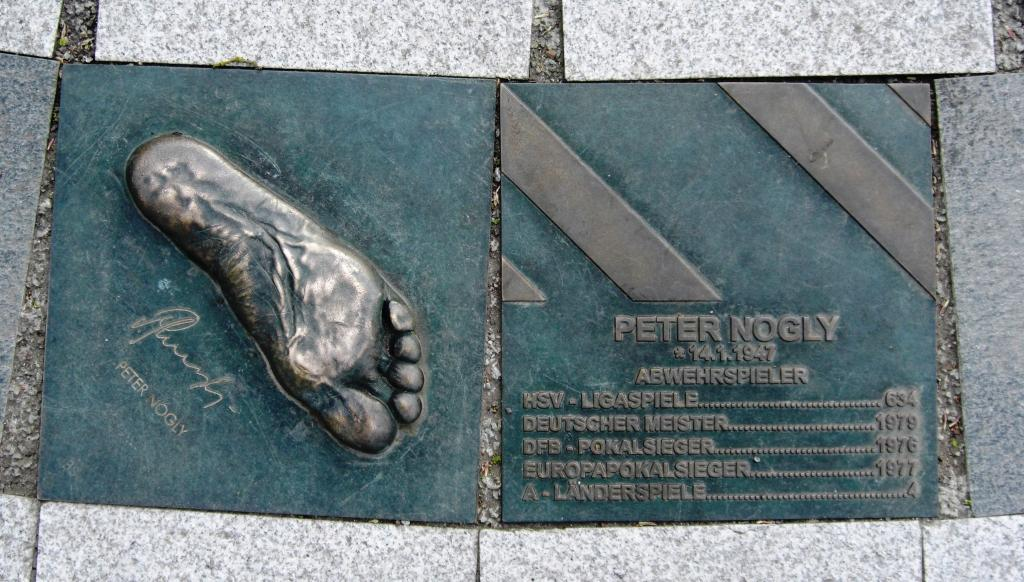
Ehrung für Peter „Eiche“ Nogly vor dem Volksparkstadion in Hamburg.

- 1973 Ligapokalsieger (4:0 gegen Borussia Mönchengladbach)
- 1974 Pokalfinalist (1:3 n. V. gegen Eintracht Frankfurt)
- 1976 Vizeeuropameister (5:7 n. E. gegen die ČSSR) (nicht eingesetzt)
- 1976 Vizemeister hinter Borussia Mönchengladbach
- 1976 Deutscher Pokalsieger (2:0 gegen den 1. FC Kaiserslautern)
- 1977 Europapokalsieger der Pokalsieger (2:0 gegen RSC Anderlecht)
- 1979 Deutscher Meister
- 1980 Finalist im Europapokal der Landesmeister (0:1 gegen Nottingham Forest)
- 1980 Vizemeister hinter dem FC Bayern München

## Trainerlaufbahn
Bereits während seiner Zeit als HSV-Profi trainierte er den SC Egenbüttel. Von 1986 bis 1989 war er beim VfB Lübeck tätig, bei dem er zum Teil noch als Spielertrainer agierte. Er führte den VfB 1989 zum Gewinn der Meisterschaft in der Verbandsliga Schleswig-Holstein, wurde Mitte Juni 1989 aber vorzeitig entlassen, weil die Möglichkeit, in der Aufstiegsrunde den Sprung in die Oberliga zu schaffen, schwand. Von 1989 bis 1991 betreute der ehemalige Nationalspieler Eutin 08, mit dem ihm 1990 der Aufstieg in die drittklassige Amateur-Oberliga gelang. 1990/91 belegte die Mannschaft in der Oberliga Nord den 17. und damit vorletzten Platz.
Von 1991 bis 1995 war Nogly Übungsleiter beim SC Wentorf. Zum Verein, bei dem er seine Laufbahn im Männerfußball begonnen hatte, dem 1. FC Phönix Lübeck, kehrte er im März 1995 zurück und blieb dort bis Februar 1997 verantwortlich. Im Anschluss betreute er bis Juni 2001 den TuS Hoisdorf. Für knappe eine Spielzeit (2001/02) war er beim 1. SC Norderstedt tätig. Daran schloss sich eine Saison 2002/03 beim SC Victoria Hamburg an. Ab 2004 folgte der FC St. Georg-Horn, mit dem er Meister der Landesliga Hansa 2004/2005 wurde und somit den Aufstieg in die Verbandsliga Hamburg erreichte.
Unter seinem ehemaligen Mitspieler Willi Reimann wirkte er als Assistenztrainer bei Al-Shaab in den Vereinigten Arabischen Emiraten. Nach der Rückkehr in die Bundesrepublik trainierte Nogly 2006 bis 2008 den VfL 93 Hamburg. Unmittelbar darauf zeichnete er beim Wedeler TSV verantwortlich, den er im März 2010 verließ und mit dem er zuvor 2009 den Aufstieg in die Oberliga Hamburg geschafft hatte.
Seine bisher letzte Trainerstation hatte Nogly bei Hamm United. Im Frühling 2011 gab er dort den Interimstrainer.

## Weiterer Werdegang
Beruflich wurde Nogly nach seiner Profizeit im Raum Lübeck als Spielhallenbetreiber tätig. Im Juli 2014 wurde Nogly Mitglied des Aufsichtsrates der HSV Fußball AG. Am 18. Januar 2017 trat er mit Wirkung zum 15. Februar 2017 von diesem Posten zurück.